# Wolfgang Gerstl

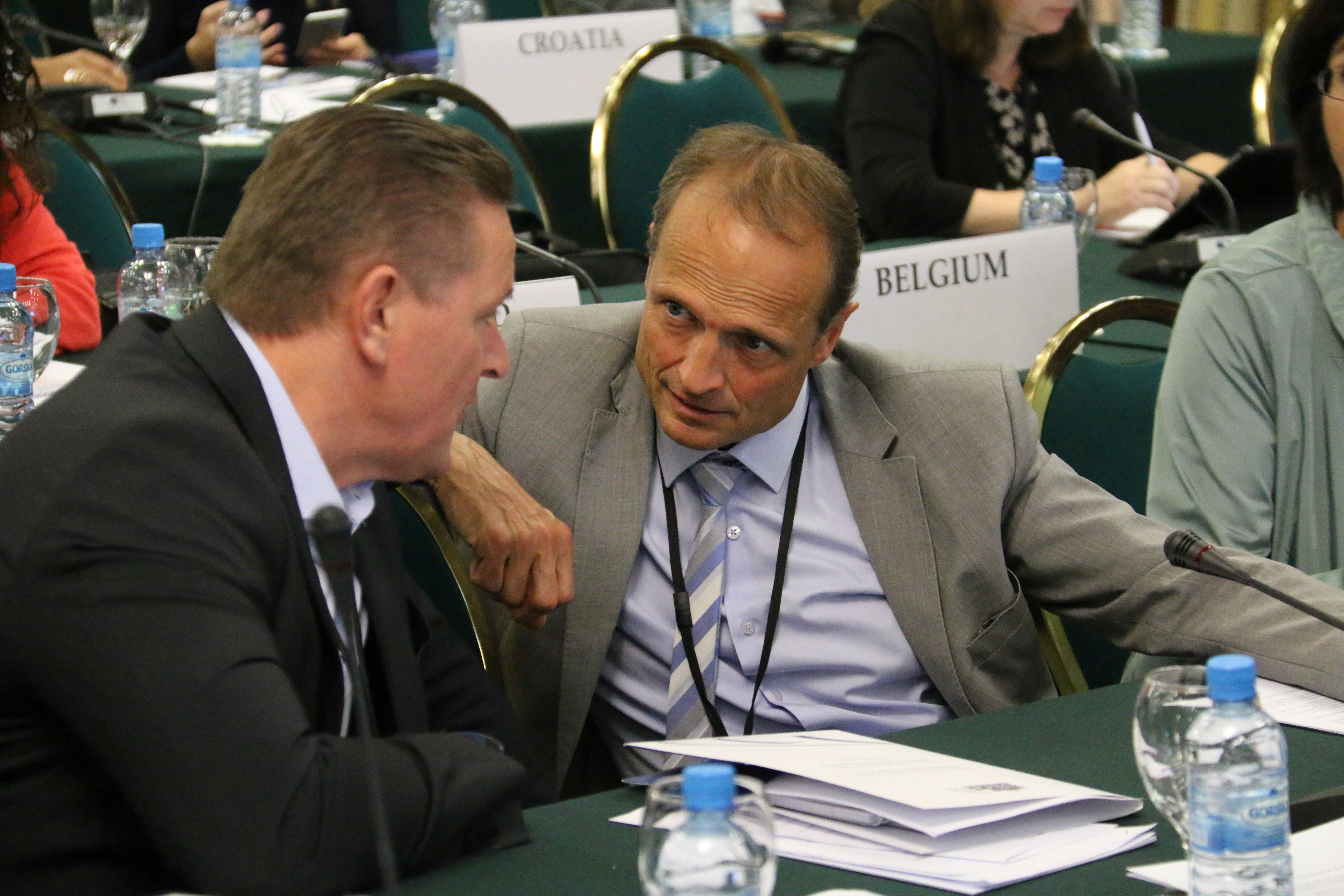
Wolfgang Gerstl (rechts) im Gespräch mit Roman Haider

Wolfgang Gerstl (* 14. Oktober 1961 in St. Pölten) ist ein österreichischer Politiker (ÖVP). Er war vom 27. April 2001 bis zum 13. September 2011 Abgeordneter zum Wiener Landtag und Gemeinderat. Nach dem Rücktritt von Wolfgang Schüssel Anfang September 2011 übernahm Gerstl am 9. September 2011 dessen Mandat im Nationalrat.

## Ausbildung und Beruf
Wolfgang Gerstl besuchte das neusprachliche Gymnasium in St. Pölten und Horn und studierte nach der Matura Rechtswissenschaften an der Universität Wien. 1986 schloss er sein Studium mit dem Grad „Magister iuris“ ab. Er ist Mitglied der katholischen Studentenverbindung KaV Norica Wien.
Gerstl trat 1980 in die Polizeischule Wien ein und versah Dienst in der Alarmabteilung. Nach der Beendigung seines Studiums wurde er 1987 in den juristischen Dienst des Bundesministeriums für Wissenschaft und Forschung übernommen und war 1989 im Büro des Bundesministers für Landesverteidigung beschäftigt. Im Dezember 1990 wurde er zum Leiter des Büros des Bundesministers für Landesverteidigung ernannt. Im August 1997 wechselte er als Landesgeschäftsführer zur ÖVP Wien. Diese Tätigkeit führte Gerstl bis Juni 2002 aus.

## Politik
Wolfgang Gerstl engagierte sich zunächst stark in der Wiener Bezirkspolitik. Er war ab 1989 in der ÖVP Penzing aktiv und ab diesem Jahr Sektionsobmann der Sektion X in Penzing. 1993 bis 1996 war er ÖAAB-Bezirksgruppenobmann und wurde im Juli 1996 zum Bezirksparteiobmann gewählt. Im November 1996 wurde er als Bezirksrat angelobt und übernahm er die Führung des Penzinger ÖVP-Klubs. Im April 2001 legte er sein Bezirksratsmandat zurück und wechselte in den Wiener Landtag und Gemeinderat. Er war ab 2001 Verkehrssprecher der Wiener ÖVP.
Seit dem 9. September 2011 ist Gerstl Abgeordneter zum österreichischen Nationalrat und Verfassungssprecher der ÖVP. In den Legislaturperioden bis 2019 war er Mitglied in folgenden Ausschüssen:
Hauptausschuss; Unterausschuss des Verfassungsausschusses; Ausschuss für innere Angelegenheiten (seit 2019 Schriftführer); Verfassungsausschuss, seit 2019 zusätzlich auch Mitglied im Geschäftsordnungs-Ausschuss, Wissenschaftsausschuss und zwei Untersuchungsausschüssen.
Im Juli 2025 wurde bekannt, dass gegen ihn die Wiener Magistratsdirektion eine Anzeige bei der Staatsanwaltschaft eingebracht hat. Er soll bei der Listenerstellung bei der Wiener Bezirksvertretungswahl Druck auf „Abweichler“ in der ÖVP ausgeübt haben, wobei es sich im Speziellen um die Liste Fair gehandelt haben soll.

## Auszeichnungen
- 2017: Großes Goldenes Ehrenzeichen für Verdienste um die Republik Österreich[4]